# Шатоден (округ)
Округ Шатоден (фр. Arrondissement de Châteaudun) — округ у Франції, в департаменті Ер і Луар. 2023 року округ об'єднував 61 муніципалітет, населення становило 57 604 особи.
Адміністративний центр (супрефектура) — Шатоден.

## Муніципалітети
Список муніципалітетів округу та їхні коди INSEE:
1. Аллюї (28005)
2. Базош-ан-Дюнуа (28028)
3. Базош-ле-От (28029)
4. Беньо (28019)
5. Боннваль (28051)
6. Бру (28061)
7. Бувіль (28057)
8. Бюлленвіль (28065)
9. Вариз (28400)
10. В'євік (28409)
11. Віллампюї (28410)
12. Вільє-Сент-Оріан (28418)
13. Вільморі (28330)
14. Вітре-ан-Бос (28419)
15. Гійонвіль (28190)
16. Гоорі (28182)
17. Дамброн (28121)
18. Дамп'єрр-су-Бру (28123)
19. Данжо (28127)
20. Дансі (28126)
21. Доннемен-Сен-Маме (28132)
22. Енверр (28398)
23. Євр (28424)
24. Жаллан (28198)
25. Клуа-ле-Труа-Рив'єр (28103)
26. Коммюн-нувель-д'Арру (28012)
27. Коні-Молітар (28106)
28. Корменвіль (28108)
29. Курбее (28114)
30. Ла-Шапель-дю-Нуає (28075)
31. Ле-Го-Сен-Дені (28176)
32. Логрон (28211)
33. Луаньї-ла-Батай (28212)
34. Люмо (28221)
35. Марбуе (28233)
36. Меле-ле-Відам (28246)
37. Молеан (28256)
38. Монбуасьє (28259)
39. Монтарвіль (28260)
40. Мор'є (28270)
41. Моттеро (28272)
42. Неві-ан-Дюнуа (28277)
43. Ноттонвіль (28283)
44. Оржер-ан-Бос (28287)
45. Перонвіль (28296)
46. Пре-Сен-Мартен (28306)
47. Пре-Сент-Евру (28305)
48. Пупрі (28303)
49. Саншвіль (28364)
50. Сен-Дені-Ланнере (28334)
51. Сен-Кристоф (28329)
52. Сен-Мор-сюр-ле-Луар (28353)
53. Сент-Аві-ле-Гесп'єр (28326)
54. Сомере (28370)
55. Терміньє (28382)
56. Тівіль (28389)
57. Тіє-ле-Пене (28390)
58. Тризе-ле-Боннваль (28396)
59. Фласе (28153)
60. Фонтене-сюр-Коні (28157)
61. Шатоден (28088)